# Volta a la Comunitat Valenciana
Volta a la Comunitat Valenciana je etapový cyklistický závod konaný ve Valencijském společenství ve Španělsku. Jeho termín v kalendáři znamená, že je často využíván jako příprava na jarní klasiky nebo Grand Tours, které se konají později v sezóně. 
Mezi lety 2009 a 2015 se závod nekonal z důvodu finančních problémů. První pokus o znovuzrození v roce 2010 neuspěl. Druhý pokus, který započal Ángel Casero se svým bratrem Rafaelem v roce 2015, však uspěl. V září 2015 byla závodu udělena licence UCI 2.1 a byl tak umožněn návrat závodu na začátku února. V roce 2020 se závod stal součástí nově vzniklé UCI ProSeries.

## Seznam vítězů
| Rok       | Země            | Jezdec                  | Tým                            |
| --------- | --------------- | ----------------------- | ------------------------------ |
| 1929      | Španělsko       | Salvador Cardona        | Elvish–Fontan                  |
| 1930      | Španělsko       | Mariano Cañardo         |                                |
| 1931      | Španělsko       | Fédérico Ezquerra       |                                |
| 1932      | Španělsko       | Ricardo Montero         |                                |
| 1933      | Španělsko       | Antonio Escuriet        |                                |
| 1934–1939 | Nejelo se       | Nejelo se               | Nejelo se                      |
| 1940      | Španělsko       | Fédérico Ezquerra       |                                |
| 1941      | Nejelo se       | Nejelo se               | Nejelo se                      |
| 1942      | Španělsko       | Julián Berrendero       |                                |
| 1943      | Španělsko       | Antonio Andrés Sancho   |                                |
| 1944      | Španělsko       | Antonio Martin Eguia    |                                |
| 1945–1946 | Nejelo se       | Nejelo se               | Nejelo se                      |
| 1947      | Španělsko       | Joaquin Olmos           |                                |
| 1948      | Španělsko       | Emilio Rodríguez        |                                |
| 1949      | Španělsko       | Joaquim Filba           |                                |
| 1950–1953 | Nejelo se       | Nejelo se               | Nejelo se                      |
| 1954      | Španělsko       | Salvador Botella        |                                |
| 1955      | Španělsko       | Francesco Masip         |                                |
| 1956      | Španělsko       | René Marigil            |                                |
| 1957      | Španělsko       | Bernardo Ruiz           |                                |
| 1958      | Belgie          | Hilaire Couvreur        |                                |
| 1959      | Belgie          | Rik Van Looy            |                                |
| 1960      | Španělsko       | Fernando Manzaneque     | Faema                          |
| 1961      | Španělsko       | Salvador Botella        |                                |
| 1962      | Španělsko       | Fernando Manzaneque     | Wiel's–Roene Leeuw             |
| 1963      | Španělsko       | José Martin Colmenarejo |                                |
| 1964      | Španělsko       | Antonio Gómez del Moral |                                |
| 1965      | Španělsko       | José Pérez Francés      | Ferrys                         |
| 1966      | Španělsko       | Angelino Soler          |                                |
| 1967      | Španělsko       | José Pérez Francés      | Kas–Kaskol                     |
| 1968      | Španělsko       | Mariano Díaz            |                                |
| 1969      | Belgie          | Eddy Merckx             | Faemino–Faema                  |
| 1970      | Španělsko       | Ventura Díaz            |                                |
| 1971      | Španělsko       | José López Rodríguez    |                                |
| 1972      | Španělsko       | Domingo Perurena        | Kas                            |
| 1973      | Španělsko       | José Antonio González   | Kas–Kaskol                     |
| 1974      | Itálie          | Marcello Bergamo        |                                |
| 1975      | Španělsko       | Vicente López Carril    | Kas–Kaskol                     |
| 1976      | Španělsko       | Gonzalo Aja             | Teka                           |
| 1977      | Švédsko         | Bernt Johansson         | Fiorella                       |
| 1978      | Nejelo se       | Nejelo se               | Nejelo se                      |
| 1979      | Španělsko       | Vicente Belda           | Transmallorca                  |
| 1980      | Západní Německo | Klaus-Peter Thaler      | Teka                           |
| 1981      | Španělsko       | Alberto Fernández       | Teka                           |
| 1982      | Španělsko       | Pedro Muñoz             |                                |
| 1983      | Západní Německo | Reimund Dietzen         | Teka                           |
| 1984      | Francie         | Bruno Cornillet         | La Vie Claire                  |
| 1985      | Španělsko       | Jesús Blanco Villar     |                                |
| 1986      | Francie         | Bernard Hinault         | La Vie Claire                  |
| 1987      | Irsko           | Stephen Roche           | Carrera Jeans–Vagabond         |
| 1988      | Švýcarsko       | Erich Mächler           | Carrera Jeans–Vagabond         |
| 1989      | Španělsko       | Pello Ruiz Cabestany    | ONCE                           |
| 1990      | Nizozemsko      | Tom Cordes              |                                |
| 1991      | Španělsko       | Melcior Mauri           | ONCE                           |
| 1992      | Španělsko       | Melcior Mauri           | ONCE                           |
| 1993      | Španělsko       | Julián Gorospe          | Banesto                        |
| 1994      | Rusko           | Vjačeslav Jekimov       | WordPerfect                    |
| 1995      | Švýcarsko       | Alex Zülle              | ONCE                           |
| 1996      | Francie         | Laurent Jalabert        | ONCE                           |
| 1997      | Španělsko       | Juan Carlos Rodríguez   | Kelme                          |
| 1998      | Francie         | Pascal Chanteur         | Casino                         |
| 1999      | Kazachstán      | Alexandr Vinokurov      | Ag2r Prévoyance                |
| 2000      | Španělsko       | Abraham Olano           | ONCE                           |
| 2001      | Švýcarsko       | Fabian Jeker            | Milaneza–MSS                   |
| 2002      | Švýcarsko       | Alex Zülle              | Team Cost                      |
| 2003      | Itálie          | Dario Frigo             | Fassa Bortolo                  |
| 2004      | Španělsko       | Alejandro Valverde      | Kelme–Costa Blanca             |
| 2005      | Itálie          | Alessandro Petacchi     | Fassa Bortolo                  |
| 2006      | Španělsko       | Antonio Colom           | Caisse d'Epargne–Illes Balears |
| 2007      | Španělsko       | Alejandro Valverde      | Caisse d'Epargne               |
| 2008      | Španělsko       | Rubén Plaza             | S.L. Benfica                   |
| 2009–2015 | Nejelo se       | Nejelo se               | Nejelo se                      |
| 2016      | Nizozemsko      | Wout Poels              | Team Sky                       |
| 2017      | Kolumbie        | Nairo Quintana          | Movistar Team                  |
| 2018      | Španělsko       | Alejandro Valverde      | Movistar Team                  |
| 2019      | Španělsko       | Jon Izagirre            | Astana                         |
| 2020      | Slovinsko       | Tadej Pogačar           | UAE Team Emirates              |
| 2021      | Švýcarsko       | Stefan Küng             | Groupama–FDJ                   |
| 2022      | Rusko           | Alexandr Vlasov         | Bora–Hansgrohe                 |
| 2023      | Portugalsko     | Rui Costa               | Intermarché–Circus–Wanty       |
| 2024      | Spojené státy   | Brandon McNulty         | UAE Team Emirates              |
| 2025      | Kolumbie        | Santiago Buitrago       | Team Bahrain Victorious        |

### Vícenásobní vítězové
| Vítězství | Jezdec                    | Ročníky          |
| --------- | ------------------------- | ---------------- |
| 3         | Alejandro Valverde (ESP)  | 2004, 2007, 2018 |
| 2         | Salvador Botella (ESP)    | 1954, 1961       |
| 2         | Fédérico Ezquerra (ESP)   | 1931, 1940       |
| 2         | José Pérez Francés (ESP)  | 1965, 1967       |
| 2         | Fernando Manzaneque (ESP) | 1960, 1962       |
| 2         | Melcior Mauri (ESP)       | 1991, 1992       |
| 2         | Alex Zülle (SUI)          | 1995, 2002       |